# Lista planetelor minore: 51001–52000
| Nume                                            | Denumire provizorie                             | Data descoperirii                               | Locul descoperirii                              | Descoperitor(i)                                 |                                                 |                                                 |                                                 |                                                 |                                                 |                                                 |                                                 |                                                 |                                                 |                                                 |                                                 |                                                 |                                                 |                                                 |                                                 |                                                 |                                                 |                                                 |                                                 |                                                 |                                                 |                                                 |                                                 |                                                 |                                                 |                                                 |                                                 |                                                 |                                                 |                                                 |                                                 |                                                 |                                                 |                                                 |                                                 |                                                 |                                                 |                                                 |                                                 |                                                 |                                                 |                                                 |                                                 |                                                 |                                                 |
| 51001–51100 Lista planetelor minore/51001–51100 | 51001–51100 Lista planetelor minore/51001–51100 | 51001–51100 Lista planetelor minore/51001–51100 | 51001–51100 Lista planetelor minore/51001–51100 | 51001–51100 Lista planetelor minore/51001–51100 | 51101–51200 Lista planetelor minore/51101–51200 | 51101–51200 Lista planetelor minore/51101–51200 | 51101–51200 Lista planetelor minore/51101–51200 | 51101–51200 Lista planetelor minore/51101–51200 | 51101–51200 Lista planetelor minore/51101–51200 | 51201–51300 Lista planetelor minore/51201–51300 | 51201–51300 Lista planetelor minore/51201–51300 | 51201–51300 Lista planetelor minore/51201–51300 | 51201–51300 Lista planetelor minore/51201–51300 | 51201–51300 Lista planetelor minore/51201–51300 | 51301–51400 Lista planetelor minore/51301–51400 | 51301–51400 Lista planetelor minore/51301–51400 | 51301–51400 Lista planetelor minore/51301–51400 | 51301–51400 Lista planetelor minore/51301–51400 | 51301–51400 Lista planetelor minore/51301–51400 | 51401–51500 Lista planetelor minore/51401–51500 | 51401–51500 Lista planetelor minore/51401–51500 | 51401–51500 Lista planetelor minore/51401–51500 | 51401–51500 Lista planetelor minore/51401–51500 | 51401–51500 Lista planetelor minore/51401–51500 | 51501–51600 Lista planetelor minore/51501–51600 | 51501–51600 Lista planetelor minore/51501–51600 | 51501–51600 Lista planetelor minore/51501–51600 | 51501–51600 Lista planetelor minore/51501–51600 | 51501–51600 Lista planetelor minore/51501–51600 | 51601–51700 Lista planetelor minore/51601–51700 | 51601–51700 Lista planetelor minore/51601–51700 | 51601–51700 Lista planetelor minore/51601–51700 | 51601–51700 Lista planetelor minore/51601–51700 | 51601–51700 Lista planetelor minore/51601–51700 | 51701–51800 Lista planetelor minore/51701–51800 | 51701–51800 Lista planetelor minore/51701–51800 | 51701–51800 Lista planetelor minore/51701–51800 | 51701–51800 Lista planetelor minore/51701–51800 | 51701–51800 Lista planetelor minore/51701–51800 | 51801–51900 Lista planetelor minore/51801–51900 | 51801–51900 Lista planetelor minore/51801–51900 | 51801–51900 Lista planetelor minore/51801–51900 | 51801–51900 Lista planetelor minore/51801–51900 | 51801–51900 Lista planetelor minore/51801–51900 | 51901–52000 Lista planetelor minore/51901–52000 | 51901–52000 Lista planetelor minore/51901–52000 | 51901–52000 Lista planetelor minore/51901–52000 | 51901–52000 Lista planetelor minore/51901–52000 | 51901–52000 Lista planetelor minore/51901–52000 |
| ----------------------------------------------- | ----------------------------------------------- | ----------------------------------------------- | ----------------------------------------------- | ----------------------------------------------- | ----------------------------------------------- | ----------------------------------------------- | ----------------------------------------------- | ----------------------------------------------- | ----------------------------------------------- | ----------------------------------------------- | ----------------------------------------------- | ----------------------------------------------- | ----------------------------------------------- | ----------------------------------------------- | ----------------------------------------------- | ----------------------------------------------- | ----------------------------------------------- | ----------------------------------------------- | ----------------------------------------------- | ----------------------------------------------- | ----------------------------------------------- | ----------------------------------------------- | ----------------------------------------------- | ----------------------------------------------- | ----------------------------------------------- | ----------------------------------------------- | ----------------------------------------------- | ----------------------------------------------- | ----------------------------------------------- | ----------------------------------------------- | ----------------------------------------------- | ----------------------------------------------- | ----------------------------------------------- | ----------------------------------------------- | ----------------------------------------------- | ----------------------------------------------- | ----------------------------------------------- | ----------------------------------------------- | ----------------------------------------------- | ----------------------------------------------- | ----------------------------------------------- | ----------------------------------------------- | ----------------------------------------------- | ----------------------------------------------- | ----------------------------------------------- | ----------------------------------------------- | ----------------------------------------------- | ----------------------------------------------- | ----------------------------------------------- |

| Predecesor: 50001–51000 | Lista planetelor minore 51001–52000 Semnificații ale numelor: 51001–52000 | Succesor: 52001–53000 |